# Ульрих, Иван Андреевич
Иван Андреевич Ульрих (1850 —) — действительный статский советник (с 1910 года), чиновник Кабинета Его Императорского Величества.

## Биография
Родился в 1850 году в семье провизора Андрея П. Ульриха православного вероисповедания, владевшего усадьбой в городе Задонске и его супруги Е.Д.  Ульрих , владелицы аптекарского магазина «Ульрих и сын». В 1873 году окончил физико-математический факультет Санкт-Петербургского Императорского университета.
Служил чиновником Кабинета Его Императорского Величества:
В чине Коллежского секретаря направлен в Нерчинский горный округ
В 1896—1899 годы в чине Титулярного советника — помощник начальника Нерчинского горного округа
В 1899—1901 годы — заведующий землеустройством Алтайского горного округа
В 1901—1906 годах в чине Коллежского асессора — начальник Нерчинского горного округа, с 1903 года — Надворный советник, с 1905 года — Коллежский советник, с 1907 года — Действительный статский советник.
В 1905 году удостоен Благодарности Ее Величества Государыни императрицы Марии Федоровны «за содействие в деле заготовки в Чите лесных материалов для Красного креста и, вообще, за отзывчивое его участие в деятельности Красного креста». Награжден медалью Красного Креста «В память русско-японской войны».
9 декабря 1907 года совместно с исправляющим должность Новониколаевского городского старосты купцом Григорием Максимовичем Кузнецовым подписал Акт о передаче городу Новониколаевску на выкуп земель Алтайского округа.
Почетный мировой судья Томского окружного суда с 1900 года и Читинского окружного суда с 1904 года.
Историки характеризуют Ульриха:

 как чрезвычайно осторожного, временами категоричного, заботящегося более о реалиях окружавшей его действительности маловыдающегося управленца.
Так, в вопросе продажи кабинетских земель частным лицам под промышленные объекты он занимал осторожную позицию, считая, что «промышленное развитие края рано или поздно нарушит принцип неотчуждаемости не только для земель, оставшихся в заведовании Кабинета Его Величества, но и для земель крестьянского пользования». Более важными для него были факторы, тормозившие развитие местной обрабатывающей промышленности, — редкость населения и, как следствие недостаток рабочих рук, неразвитость путей сообщения, осложнявшая доставку продукции к местам сбыта, низкая емкость местного рынка для реализации фабричных изделии и т. д. Вследствие чего «отчуждение земель под фабрично-заводские предприятия»... мера скорее поощрительная, а не вытекающая из назревших потребностей региона.— «Жизнь прожить не поле перейти…» // Краеведческие записки. Барнаул, 2011. Вып. 9. С. 92.
С 1910 года — в отставке, переведен в Санкт-Петербург, «за заслуги» удостоен причисления к Кабинету Его Императорского Величества в прежнем чине, с содержанием в 8 000 рублей, до 1917 года числился в распоряжении Кабинета ЕИВ. Проживал на Екатерининском канале, 8.

## Семья
Женат на Варваре Ивановне Лермонтовой (1851—1936), дочери Ивана Николаевича Лермантова (1810—1888), московского дворянина, участника Польской кампании 1831 года и Марии Николаевны Чириковой, троюродной сестре поэта Михаила Лермонтова.
Из воспоминаний ученого-лесовода К. П. Перетолчина: 

Это был довольно образованный и умный старичок. Очень скромный, но слабовольный … Зато супруга его (Ивана Андреевича), или, как ее называли некоторые дамы, «Варварица» — была «Бой-баба». Она по происхождению была урожденная Лермонтова, и потому не чувствовала под собой ног. Варварица задавала тон в светских приемах. По ее планам происходили всякие благотворительные балы, маскарады, бал-базары— «Жизнь прожить не поле перейти…» // Краеведческие записки. Барнаул, 2011. Вып. 9. С. 92.
Дети:
- Сергей Иванович Ульрих (1877 — ?) выпускник Харьковского университета, с 1904 года служил в управлении акцизными сборами Забайкальской области, а в 1907 — 1912 годы — в землеустройстве Алтайского округа.
- Варвара Ивановна (1879—1941)
- Мария Ивановна (1884—1956) в 1907 году в Барнауле вышла замуж за геолога Александра Германовича Бартен[6], с 1910 года — в Санкт-Петербурге, преподавала иностранные языки в ВУЗах Ленинграда, доцент, зав. кафедрой иностранных языков Инженерно-экономического института им. Молотова, мать писателя А. А. Бартэн, похоронена на Большеохтинском кладбище[7].
- Дмитрий Иванович Ульрих (1886 — ?)
- Анна Ивановна (1890—1970) замужем за Владимиром Александровичем Бонди (1868—1947) редактором газеты «Биржевые ведомости» и журнала «Огонёк»; член Союза писателей, переводчик более 70 произведений с французского, английского, итальянского, шведского, датского и норвежского языков. В 1941 г., к 100-летию смерти М. Ю. Лермонтова, Институт литературы АН выдал Анне Ивановне справку, что через свою мать, В. И. Ульрих, урождённую Лермонтову, А. И. Бонди состоит в родстве с поэтом М. Ю. Лермонтовым и приходится ему внучатой племянницей в четвёртой степени родства.
- Лидия Ивановна